# Aldinga Bay
Aldinga Bay är en vik i Australien. Den ligger i delstaten South Australia, omkring 47 kilometer söder om delstatshuvudstaden Adelaide.
Runt Aldinga Bay är det glesbefolkat, med 14 invånare per kvadratkilometer. Genomsnittlig årsnederbörd är 832 millimeter. Den regnigaste månaden är juni, med i genomsnitt 159 mm nederbörd, och den torraste är januari, med 24 mm nederbörd.